# Lee Boo
Lee Boo o Lebu (c. 1764 - 27 de desembre de 1784) va ser un príncep palauès. Era el segon fill d'Abba Thulle (Ibedul), el governant de Koror a les illes Pelew, avui anomenades Palau.

## Viatge a la Gran Bretanya
El príncep Lee Boo va ser una de les primeres persones de les illes del Pacífic a visitar la Gran Bretanya.
Quan el vaixell mercant xinès Antelope, en un viatge a la Xina per a la Companyia de les Índies Orientals, va naufragar a l'illa d'Oroolong a Palau Occidental el 1783, els seus supervivents, inclòs el capità Henry Wilson, van haver de passar tres mesos a Palau. Quan els supervivents van ser finalment rescatats, el capità Wilson va acceptar portar Lee Boo a Londres perquè adquirís més coneixements sobre Europa.

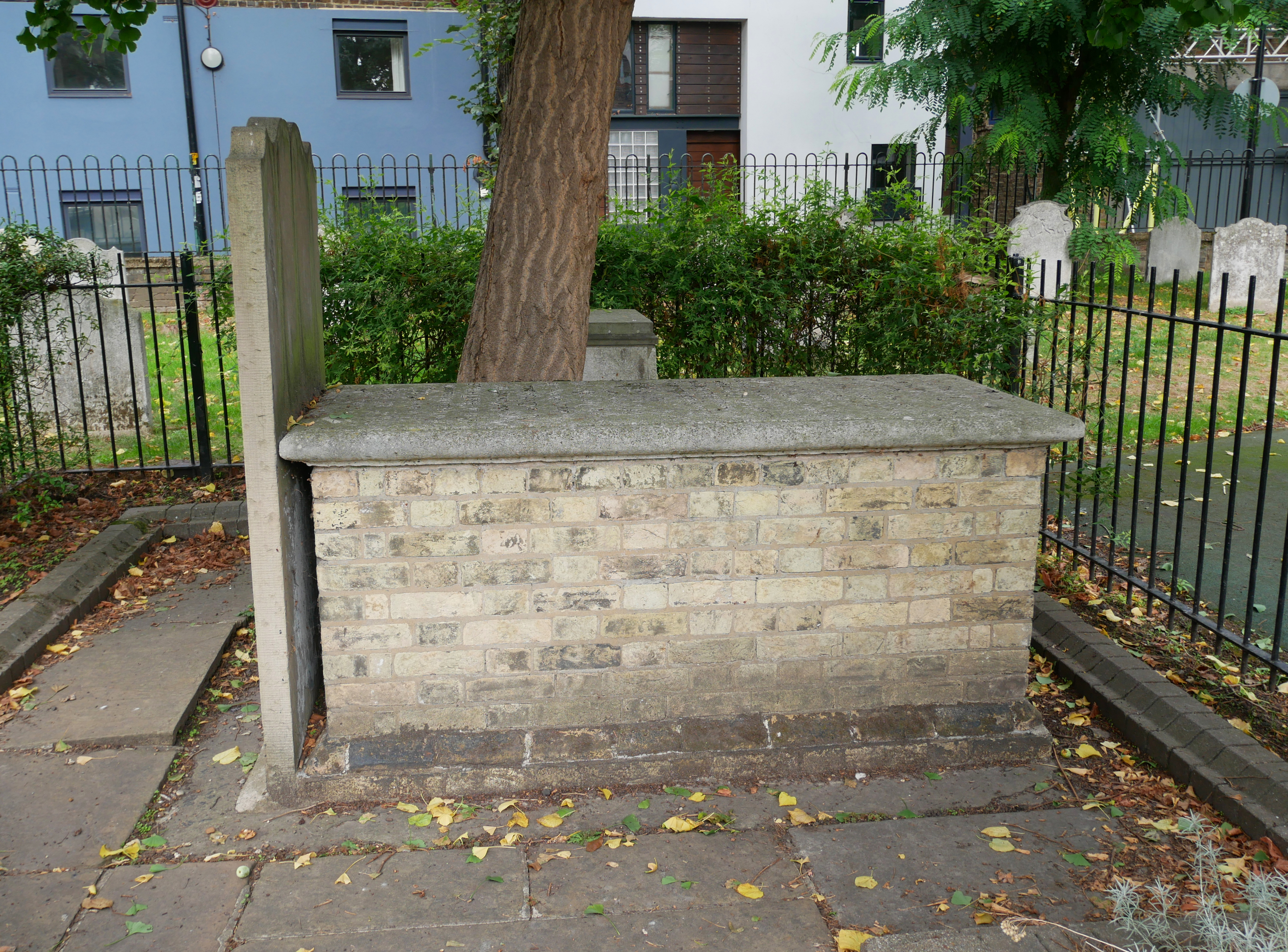
Tomba de Lee Boo a l'església de Santa Maria de Rotherhithe.

Lee Boo va arribar a la Gran Bretanya el 14 de juliol de 1784, al port de Portsmouth, a bord del Morse. Va arribar aproximadament una dècada després que ho hagués fet el tahitià Omai. Ràpidament va ser batejat com "El Príncep Negre" per la societat londinenca, que va quedar encantada del seu equilibri i intel·ligència. La família Wilson el va acollir a casa seva a Londres, on va assistir a cerimònies de l'església, sopars i a l'escola europea durant diversos mesos. No obstant això, va morir de verola el 27 de desembre de 1784, uns sis mesos després de la seva arribada. Tenia 20 anys.
Va ser enterrat a l'església de Santa Maria de Rotherhithe.

## Boo a la literatura
La història del príncep Lee Boo va aparèixer en un llibre de George Keate (1729–1797) titulat An Account of the Pelew Islands, Situated in the Western Part of the Pacific Ocean. Composed from the Journals and Communications of Captain Henry Wilson, and some of his Officers, who, in August 1783, were there Shipwrecked, in the Antelope, a Packet belonging to the Hon. East India Company. La filla de l'autor, Georgiana Jane Keate (1770–1850, després la senyora Georgiana Henderson), va ser l'autora del retrat pintat del príncep Lee Boo que apareix al llibre. Va ser pintat de memòria, quinze mesos després de la mort del príncep.
Aquest llibre va ser força popular. Va ser traduït a més de 20 idiomes entre 1789 i 1850.
Una versió abreujada titulada The Interesting History of Prince Lee Boo, Brought to England from the Pelew Islands, està disponible en línia.